# Muhammad V di Granada
Muḥammad V, detto al-Ghānī bi-llāh (Il dovizioso per grazia di Dio) (in arabo "ﺍﺑﻮ ﻋﺒﺪالله ﻣﺤﻤﺪ ﺍﻟﺨﺎﻣﺲ ,"ﺍﻟﻐﺎﻧﻲ ﺑالله‎?, Abū ʿAbd Allāh Muḥammad V, "al-Ghānī bi-llāh"; Granada, 4 gennaio 1338 – Granada, 16 gennaio 1391), è stato l'ottavo sultano nasride del Sultanato di Granada, in al-Andalus.

## Biografia
Muḥammad V era il primogenito ed erede di Yūsuf I e di sua moglie, Buṭayna, che era una schiava. Aveva una sorella germana, ʿĀʾisha, due fratellastri e cinque sorellastre. Governò negli anni 1354-1359 e 1362–1391 ed è meglio noto per aver fatto completare la sua residenza sultanale dell'Alhambra con la Corte dei Leoni e il Mexuar, o Cuarto Dorado.

## Sultano
Ereditò il trono da Yūsuf I ma lo perse nell'agosto del 1359 a causa del fratellastro Ismāʿīl II e cercò quindi protezione presso il Sultano merinide del Marocco, dove Muḥammad ammirò gli eccellenti esempi di architettura locale. Ismāʿīl fu a sua volta detronizzato e ucciso con suo fratello Qays meno di un anno più tardi, nel 1360, da un loro cognato, Abū Saʿīd, che governò col nome di Muḥammad VI.
Durante il triennio di regno di  Muḥammad VI, Muḥammad V complottò per un suo ritorno al potere. Un'occasione gli si presentò nel 1362 quando re Pietro I di Castiglia (Pedro el Cruel) invitò ingannevolmente Muhammad VI nel suo reame. Lì, a Siviglia, egli fu assassinato e la sua testa inviata a Muhammad V come dono per il suo ritorno sul trono.
Come gesto di buone relazioni tra lui e il Sultano merinide, il primogenito di Muḥammad V, Yūsuf II, si sposò con la figlia del Sultano merinide.

Muḥammad V fu il munifico committente del Maristan di Granada che fu completato nel 1366, fece inoltre costruire il patio dei leoni dell'Alhambra. Egli impiegò il poeta e diplomatico maghrebino Ibn Khaldun per i suoi negoziati con Pietro il Crudele.

## Morte
Muḥammad V morì il 16 gennaio 1391. Ebbe almeno quattro figli: Yūsuf II, Naṣr, Muḥammad e Saʿd.
Gli succedette suo figlio Yūsuf II.